# Dicranum viride
Dicranum viride (Grünes Gabelzahnmoos oder Grünes Besenmoos) ist eine Laubmoos-Art aus der Familie Dicranaceae.

## Merkmale
Dicranum viride bildet meist kleine, dichte, grüne bis dunkelgrüne, unten rostfarben rhizoidfilzige, bis um 4 Zentimeter hohe Rasen oder Polster. Die aus lanzettlichem Grund in eine lange rinnig-pfriemenförmige Spitze ausgezogenen, ganzrandigen Blätter mit kräftiger austretender Rippe sind feucht steif aufrecht bis etwas einseitswendig, trocken verbogen bis schwach gekräuselt; sie sind sehr leicht brüchig, die Blattspitzen darum meist abgebrochen. Die Laminazellen sind fast durchgehend quadratisch bis kurz rechteckig, ausgenommen nur einige Reihen rechteckiger Zellen am Blattgrund sowie die deutlich abgesetzten Blattflügelzellen. Sporenkapseln sind recht selten, die Vermehrung erfolgt gewöhnlich vegetativ durch die abgebrochenen Blattspitzen.

## Verbreitung und Standortansprüche
Das Moos mit subkontinental-montaner Verbreitung kommt in Europa, Südwest-, Nordost- und Ostasien sowie in Nordamerika vor. Die europäischen Vorkommen befinden sich schwerpunktmäßig in Mitteleuropa. In Deutschland ist es besonders in Baden-Württemberg zum Teil recht verbreitet, im Norden fehlt es fast gänzlich.
Es wächst in grund- und luftfeuchten Wäldern epiphytisch auf Borke von Laubbäumen vor allem im bodennahen Bereich und auf morschem Holz, weniger häufig auf Humus oder Silikatgestein.
Es ist dabei auf alte Laubbäume als Substrat angewiesen und benötigt eine lange Habitatkontinuität. Es kommt also in Wäldern vor, die eine lange Vergangenheit ohne Entwaldung haben. Da es selten Sporen bildet, kann es sich nur vegetativ vermehren und kaum neue Standorte besiedeln. Deshalb handelt es sich um ein Urwaldrelikt.

## Schutz
Dicranum viride ist eines der wenigen Moose, die nach der Berner Konvention in Europa geschützt sind. Das Grüne Besenmoos ist außerdem in Anhang II der FFH-Richtlinie genannt.